# Архип Херотопски
Свети Архип Херотопски - хришћански подвижник, светитељ у лику преподобног из 4. века.
Према Житију, Архип је рођен у Фригији, у граду Јерапољу, родитељи су му били хришћани. Са 10 година Архип је дошао на место које се зове Херотопа (старогрчки Χαιρετοπα). На овом месту се налазила црква посвећена Архангелу Михаилу. Херотопа се налазила у близини града Кона (Колосе). Цркву је подигао један од становника града у знак захвалности за исцељење своје ћерке водама лековитог извора који се налази на том месту. 
Архип је заувек остао у храму, обављајући дужност црквењака. Живећи поред цркве, Архип је водио оштар, аскетски начин живота, непрестано постећи и молећи се. У околини Херотопа живели су незнабошци, а Архип им је проповедао Јеванђеље. Многи од њих су се, захваљујући његовој проповеди, крстили. Тврдоглави незнабошци, предвођени идолским свештеницима, гајећи гнев према Архипу, решили су да униште храм и истовремено убију Архипа. Да би то урадили, спојили су две планинске реке Лукакопрос и Кјуфос у један ток, а затим усмерили ток да иде у храм. Архип је почео да се моли арханђелу Михаилу да спречи катастрофу и сачува цркву. Благодарећи молитви јавио се архангел Михаило; Он је штапом ударио у планину, отворивши у њој широку пукотину, која је прихватила воду, а храм је остао нетакнут. Град у коме се догодило ово чудо почео је да се зове Хона (расцеп, рупа). Овај догађај је назван „Чудо Архангела Михаила у Хони“. Архип је живео у храму све до старости и упокојио се у 70. години. Хришћани су сахранили Архипа у Херотопу, на месту његових подвига.
Прослава сећања на овај догађај одржава се у православној цркви  6. септембра (19. септембра). 